# Aleksandr Aleksandrovich Novikov
Aleksandr Aleksandrovich Novikov (tiếng Nga: Алекса́ндр Алекса́ндрович Но́виков; 19 tháng 11 [lịch cũ 6 tháng 11] năm 1900 - 3 tháng 12 năm 1976) là một Chánh nguyên soái Không quân của Không quân Liên Xô trong Chiến tranh Vệ quốc vĩ đại. Được ca ngợi là "người đã lèo lái Không quân Đỏ vượt qua những ngày đen tối để đến với ánh đèn sân khấu hiện tại", và là "bậc thầy về sức mạnh không quân chiến thuật", ông đã hai lần được phong tặng danh hiệu Anh hùng Liên Xô cũng như một số danh hiệu cao quý khác của Liên Xô.
Là một chỉ huy không quân tài năng và là một trong những tướng lĩnh không quân hàng đầu của lực lượng vũ trang Liên Xô, Novikov đã tham gia vào gần như tất cả các chiến công của lực lượng không quân Xô viết trong chiến tranh và đi đầu trong các phát triển về năng lực chỉ huy, kiểm soát và kỹ thuật không chiến. Sau chiến tranh, Novikov bị bắt theo lệnh của Bộ Chính trị, và bị người đứng đầu NKVD Lavrentiy Beria, ghép vào một "lời thú tội" liên quan đến âm mưu hạ bệ Nguyên soái Georgy Zhukov. Novikov sau đó bị bắt giam cho đến khi Stalin qua đời vào năm 1953, từ đó ông trở thành một nhà giáo và nhà văn về điện tử hàng không cho đến khi qua đời.

## Thiếu thời và khởi đầu binh nghiệp
Novikov sinh năm 1900 tại Kryukovo, một ngôi làng ở Nerekhta, thuộc Kostroma Oblast, Đế quốc Nga. Năm 1919, ông trở thành lính bộ binh trong Hồng quân, một năm sau, năm 1920, ông được kết nạp và trở thành một đảng viên.
Ông phục vụ trong trung đoàn 384 của Tập đoàn quân 7 Hồng quân Nga, tham gia dập tắt cuộc nổi loạn Kronstadt vào tháng 3 năm 1921, và giữ chức vụ chỉ huy trung đội trong cuộc chiến chống phiến quân ở Kavkaz năm 1922. Ông tốt nghiệp Học viện Quân sự MV Frunze năm 1930, và chuyển sang lực lượng không quân vào năm 1933, giữ chức vụ chỉ huy biên đội cho đến năm 1935, khi ông được bổ nhiệm nắm quyền chỉ huy một phi đoàn máy bay ném bom hạng nhẹ.
Trong Đại thanh trừng, Novikov bị khai trừ khỏi đảng và bị sa thải khôi quân đội vào năm 1937; tuy nhiên, ông nhanh chóng được phục hồi bởi Chính ủy Quân khu Belarussia, A.I. Mezis, người sau đó cũng thanh trừng. Giai đoạn 1939 và 1940, Novikov tham gia Chiến tranh Mùa đông, trước khi được điều động vào chức vụ Tham mưu trưởng Không quân của Quân khu Leningrad và được thăng cấp bậc Thiếu tướng, cùng với Huân chương Lenin. Ông tiếp tục chỉ huy lực lượng không quân của Quân khu Leningrad cho đến khi Thế chiến thứ hai bùng nổ.

## Chiến tranh vệ quốc vĩ đại
Mặc dù gặp những tổn thất khủng khiếp trước quân đội Đức Quốc xã ở giai đoạn đầu cuộc chiến tranh, Novikov và lực lượng không quân Leningrad đã tham gia nhiều cuộc tấn công kiềm hãm đà tiến của quân đội Đức, bao gồm cả cuộc không kích đầu tiên của Liên Xô trong cuộc chiến, từ ngày 25 - 30 tháng 6 năm 1941, phá hủy 130 máy bay của quân Đức. Trong thời gian này, Novikov được chú ý vì năng lực chỉ huy và những đổi mới của ông, đặc biệt là việc sử dụng vô tuyến, khi đó còn chưa được biết đến trong không quân Hồng quân, để điều phối các chuyến bay của máy bay ném bom. Vào tháng 7 năm 1941, Novikov được mở rộng quyền hạn, trở thành tổng chỉ huy các lực lượng không quân của Phương diện quân Bắc, Phương diện quân Tây Bắc và Hạm đội Baltic. Tính cho đến khi quân Đức tiếp cận được Leningrad, các đơn vị thuộc quyền của Novikov đã thực hiện 16.567 phi vụ tấn công vào quân Đức, cả ở trên bộ, trên biển và trên không.
Novikov có một thời gian ngắn giữ chức vụ Phó Tư lệnh Không quân từ tháng 2 cho đến ngày 11 tháng 4 năm 1942. Sau đó ông trở thành Tư lệnh Lực lượng Không quân Hồng quân - Phó ủy viên nhân dân Quốc phòng Liên Xô về Hàng không, một chức vụ cho phép ông thực hiện việc tổ chức lại lực lượng không quân Liên Xô. Ông đã đặc biệt chú ý đến việc thành lập các sư đoàn và quân đoàn không quân độc lập, cũng như cải thiện sự phối hợp tiền tuyến. Trong Cuộc vây hãm Stalingrad, Novikov đã thuyết phục thành công Gregory Zhukov và cả Stalin rằng lực lượng không quân chưa sẵn sàng cho một cuộc phản công theo kế hoạch, một lập luận mà cuối cùng cả hai người đều phải nhượng bộ sau đó. Sau một thời gian tổ chức và phát triển, cuối cùng Novikov đã có thể cung cấp cho Zhukov một lực lượng không quân hùng hậu, đủ năng lực để thực cuộc phong tỏa trên không đối với quân Đức tại Stalingrad, cùng với việc tiêu diệt 1.200 máy bay của đối phương, vô hiệu hóa gần như hoàn toàn cầu hàng không tiếp vận của quân Đức, cũng như góp phần đánh kể trong việc làm thất bại cánh quân tiếp viện cho quân Đức tại Stalingrad. Các đơn vị của Novikov sau đó cũng ghi dấu ấn mạnh mẽ trong chiến dịch tại Kuban, phá hủy 1.100 máy bay Đức.
Trong Trận Vòng cung Kursk, Novikov đã đưa vào thực chiến những cải tiến mới như bom định hình, máy bay chiến đấu ban đêm và máy bay tấn công mặt đất. Trong chiến dịch bao vây Königsberg, lực lượng không quân dưới quyền của Novikov, với hơn 2.500 máy bay chiến đấu, đã được biên chế cho các đơn vị Hồng quân đang tiến hành vây hãm quân Đức. Trong chiến dịch này, ông đã khuyến nghị sử dụng chiến thuật dùng máy bay ném bom đêm hạng nặng không kích ở tầm thấp. 514 máy bay ném bom hạng nặng đã được huy động, thả 4.440 tấn bom xuống các cứ điểm cố thủ của quân Đức. Với thành tích trong chiến tranh, Novikov đã được phong danh hiệu Anh hùng Liên Xô. Phía đồng minh Hoa Kỳ cũng ghi nhận đóng góp của ông bằng một huân chương Legion of Merit vào ngày 24 tháng 6 năm 1944.
Sau khi chiến tranh ở châu Âu kết thúc, Novikov được chuyển đến Mặt trận Thái Bình Dương để chiến đấu chống lại Nhật Bản. Với thành tích tại mặt trận này, ông được phong làm Anh hùng Liên Xô lần thứ hai nhờ công lao của mình trong việc thành lập các đơn vị không quân lớn để không kích các đội quân Nhật Bản ở Trung Quốc và Triều Tiên.

## Sau chiến tranh
Ngày 16 tháng 1 năm 1946, Novikov đệ trình lên Stalin một bản kế hoạch đặt nền móng cho lực lượng không quân Xô viết hiện đại và ngành công nghiệp hỗ trợ cho lực lượng này. Tuy nhiên, vào ngày 22 tháng 4 năm 1946, trước khi bản kế hoạch được xem xét, Novikov bị tước quân hàm và sau đó bị bắt. Lý do của việc này là tại hội nghị Potsdam, người ta phát hiện ra rằng Hoa Kỳ có máy bay do thám tốt hơn Liên Xô. Ông bị Lavrentiy Beria thẩm vấn và tra tấn nhiều lần trong khoảng thời gian từ ngày 4 tháng 5 đến ngày 8 tháng 5 năm 1946, trước khi bị buộc phải đọc lời thú tội với Bộ Chính trị có liên quan đến Zhukov. Novikov đã bị Tòa án Quân sự xét xử và bị kết án 5 cải tạo trong trại lao động.
Sau cái chết của Stalin, Novikov được trả tự do vào ngày 29 tháng 6 năm 1953, sau 6 năm bị đày ải. Ông được phục hồi cấp bậc Chánh nguyên soái Không quân, cũng như chức vụ lãnh đạo Không quân, một lần nữa giúp nơi ông có thể áp dụng các ý tưởng của mình vào thực tế. Novikov đã đưa ra một kế hoạch sử dụng máy bay phản lực và vũ khí hạt nhân mới có sẵn để tiến hành một cuộc chiến có thể xảy ra trong tương lai với Hoa Kỳ và trình bày với lãnh đọa Liên Xô bấy giờ, Nikita Khrushchev, người sau đó đã từ chối đề xuất này để ủng hộ tên lửa đạn đạo.
Sau khi nghỉ hưu vào năm 1958, Novikov nhận lời đề nghị trở thành người đứng đầu Trường Hàng không Dân dụng Cao cấp ở Leningrad, nơi ông đã làm việc trong mười năm. Ông trở thành giáo sư và được trao tặng Huân chương Cờ đỏ năm 1961.
Khi nghỉ hưu, Novikov đã viết một số tác phẩm về hàng không và chiến tranh, được sử dụng để đào tạo các phi công mới của lực lượng không quân Liên Xô. Ông qua đời ngày 3 tháng 12 năm 1976, thọ 76 tuổi.

## Danh hiệu và giải thưởng
- Anh hùng Liên Xô (2)
- Huân chương Lenin (3)
- Huân chương Cờ đỏ (3)
- Huân chương Suvorov hạng 1 (3)
- Huân chương Kutuzov hạng 1
- Huân chương Cờ đỏ Lao động
- Huân chương Sao đỏ (2)

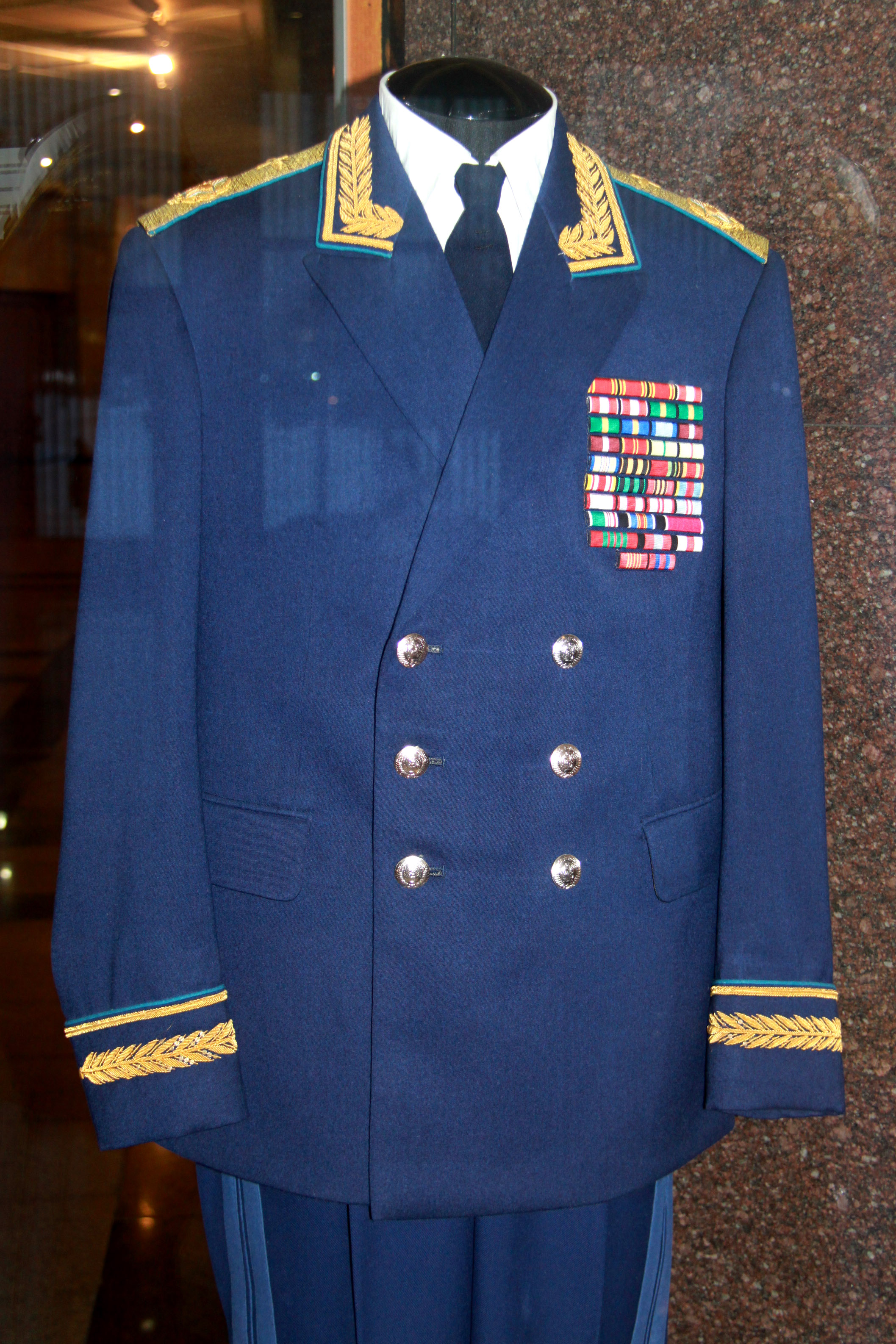
Lễ phục của nguyên soái Aleksandr Novikov tại Bảo tàng trung tâm Chiến tranh vệ quốc vĩ đại.

- Legion of Merit, bậc Chief Commander (Hoa Kỳ)
- Bắc Đẩu Bội tinh, bậc Grand-croix (Pháp)
- Huân chương Cờ đỏ (Mông Cổ)
- Huân chương Sao đỏ Bắc cực (Mông Cổ)

## Lược sử cấp bậc
- Đại tá (28.03.1936)
- Lữ đoàn trưởng (комбриг; 29.11.1939)
- Sư đoàn trưởng (комдив; 04.05.1940)
- Thiếu tướng không quân (04.06.1940)
- Trung tướng không quân (29.10.1941)
- Thượng tướng không quân (18.01.1943)
- Nguyên soái không quân (17.03.1943)
- Chánh nguyên soái không quân (21.02.1944).